# Terra de telers
Terra de telers és una pel·lícula catalana del 2020 dirigida per Joan Frank Charansonnet. És un drama històric ambientat entre els anys vint i vuitanta del segle XX que transcorre en una colònia tèxtil. Es va estrenar als cinemes l'11 de desembre del 2020.

## Argument
L'any 1923 la família de la petita Julieta, de sis anys, fuig de la misèria del camp per establir-se en una colònia, però començar de nou en un nucli tancat no és fàcil. Els records d'una infància feliç marcats per la industrialització, l'ànima viva d'una nena que es converteix en dona i la duresa de la guerra fins a la caiguda de la dictadura acompanyen l'espectador durant més de 60 anys.

## Repartiment
- Ramon Godino com a Antoni Sorribes
- Laia Díaz com a Julieta (adolescent)
- Alba López com a Julieta (adulta anys 50)
- Montse Ribadellas com a Julieta (adulta anys 80)
- Gal·la Charansonnet com a Julieta (nena)
- Juna Charansonnet com a Blanca (nena)
- Sònia Guimerà com a Mercè Sorribes
- Marc Comabella com a Ton Sorribes
- Ricard Balada com a Moi (adolescent)
- Jaume Montané com a director Aymerich
- Jordi Pesarrodona com a Benet
- Joan Massotkleiner com a mossèn Celestí
- Joan Frank Charansonnet com a falangista Gonzalo
- Alain Chipot com a Jean-Pierre
- Miquel Sitjar com a Marc
- Albert Tallet com a Moi (gran)
- Angelina Llongueras com a Blanca (gran)
- Elena Codó com a Blanca (dona)
- Jordi Reverté com a director Tomàs
- Jaume Najarro com a Xiscu
- Julia Cano com a Blanca (adolescent)
- Aleix Rengel com a Jordi (marit Blanca, anys 80)
- Queralt Albinyana com a Blanca (anys 80)
- Robert Rodríguez com a Esteve Camprubí

## Producció
El film es rodà durant un any sencer al Berguedà, principalment a la Colònia Vidal i en altres colònies de la comarca: Cal Prat, Viladomiu Nou i Cal Rosal. En el rodatge hi van participar uns quaranta actors i 150 figurants. El director, Joan Frank Charansonnet, explicà que el film «desmitifica aquesta imatge tan dramàtica que s'ha donat a les colònies» i que es van voler abstenir de fer «cap judici».